# 더 위트니스 (1983년 비디오 게임)
더 위트니스(The Witness)는 1983년 인포컴에 의해 배급된 인터랙티브 픽션 비디오 게임이다. 인포컴의 초기 데드라인(Deadline)처럼 살인 미스터리 작품이다. 더 위트니스는 Z 머신용 ZIL 언어로 개발된 덕분에 수많은 시스템에 동시 출시가 가능했다. 인포컴의 7번째 게임이다.